# Kjell Lindgren
Kjell Norwood Lindgren (Taipei, 23 gennaio 1973) è un astronauta statunitense. Nel 2015 ha partecipato alla missione di lunga durata Sojuz TMA-17M (Expedition 44/45) a bordo della Stazione spaziale internazionale (ISS). Dal 27 aprile 2022 si trova nello spazio per prendere parte alla sua seconda missione come comandante della SpaceX Crew-4 e ingegnere di volo dell'Expedition 67 sulla ISS.

## Biografia

### Istruzione e carriera medica
Lindgren è nato il 23 gennaio 1973 a Taipei, in Taiwan. Ha trascorso la maggior parte della sua infanzia in Inghilterra dove ha completato il suo primo anno nella scuola superiore di Lakenheath. Durante l'estate del 1990 ha frequentato la Governor's Schools al College di William e Mary, diplomandosi l'anno seguente alla scuola superiore James W. Robinson a Fairfax in Virginia. Nel 1995 ha conseguito una laurea in Biologia (con il cinese come materia secondaria) al United States Air Force Academy (USAFA). Ha continuato gli studi con una laurea specialistica in fisiologia cardiovascolare alla Colorado State University (CSU) nel 1996 e un dottorato in medicina all'Università del Colorado a Boulder nel 2002. Conclusi gli studi ha lavorato tre anni come specializzando nella medicina d'emergenza, incluso un anno come Capo specializzando all'Ospedale Hennepin County a Minneapolis nel Minnesota nel 2005. Ha ottenuto una borsa di studio alla Biblioteca Medica Nazionale Post Dottorato e conseguito un master in Informatica medica all'Università del Minnesota nel 2006. Nel 2008 ha completato due anni di specializzazione in Medicina aerospaziale e una laurea specialistica in Salute Pubblica nel 2007 all'University of Texas Medical Branch a Galveston in Texas. Nel conseguire la laurea al CSU ha condotto ricerche sulle contromisure cardiovascolari nel Laboratorio di Fisiologia Spaziale al Centro di Ricerca Ames della NASA a Sunnyvale in California. Lindgren è certificato come medico d'urgenza e medico di volo aerospaziale.

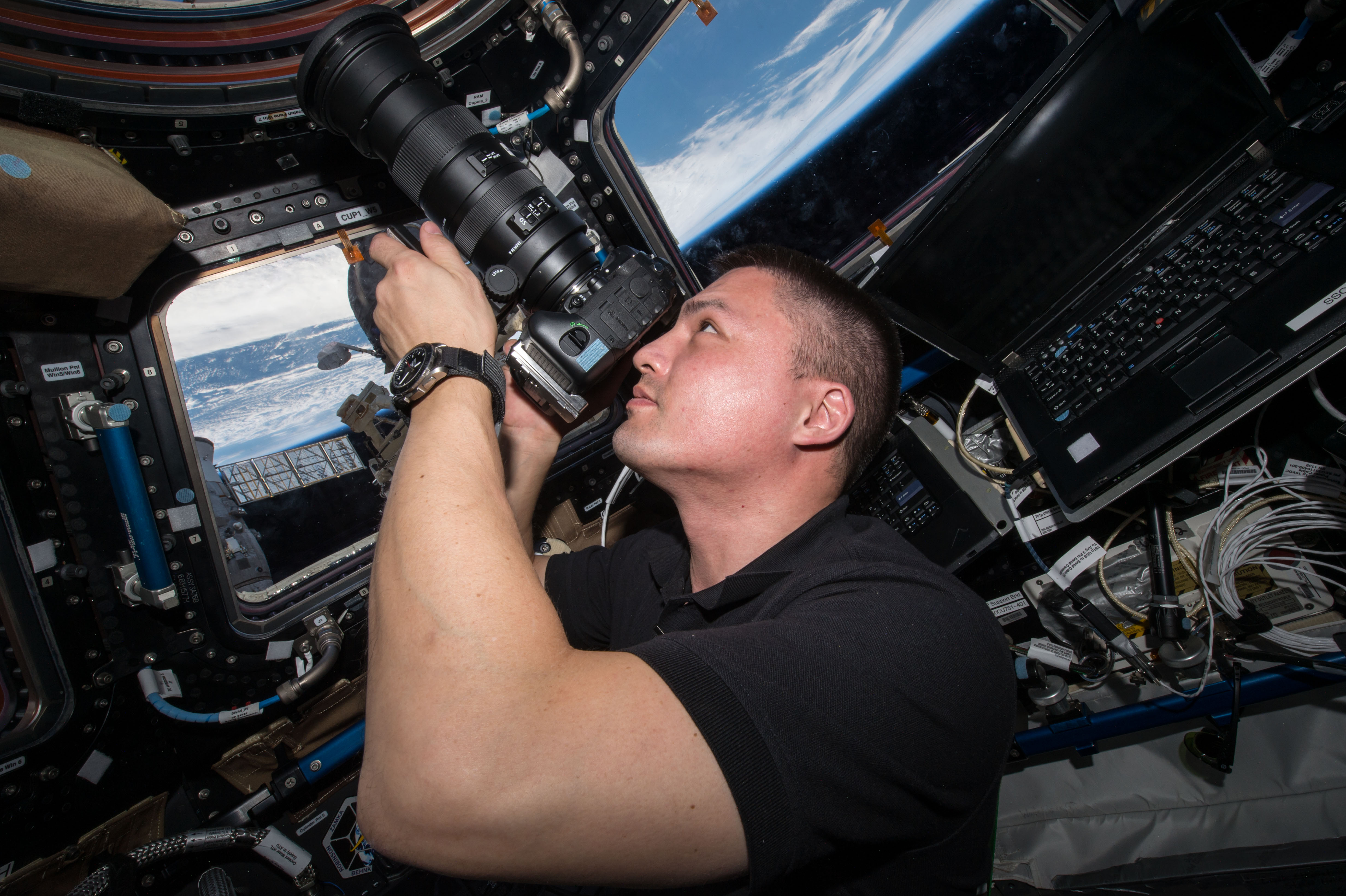
Lindgren scatta fotografie alla Terra durante l'Expedition 45

### Carriera NASA
Ha iniziato a lavorare al Centro Spaziale Johnson nel 2007.  Come medico di volo ha supportato l'addestramento e le operazioni della Stazione spaziale internazionale (ISS) a Star City, in Russia e addestramento di sopravvivenza in acqua in Ucraina. Quando è stato selezione per il Corpo Astronauti svolgeva il ruolo di vice medico degli equipaggi STS-130 e Expedition 24.
Nel giugno del 2009 è stato selezionato come uno dei 14 candidati astronauta del Gruppo 20 degli Astronauti NASA. Dopo aver completato i due anni di addestramento e valutazione nel 2011, è stato assegnato a compiti tecnici nei settori Spacecraft Communicator (CAPCOM) e  Attività extraveicolare (EVA) dell'ufficio astronauti della NASA. È stato Capo CAPCOM per l'Expedition 30. Nel 2017 trascorse nove giorni nel laboratorio sottomarino Aquarius come comandante della missione analoga NEEMO 22. Tra il 2020 e il 2021 ha ricoperto il ruolo di membro di riserva degli equipaggi delle missioni SpaceX Demo-2, SpaceX Crew-1 e SpaceX Crew-3.

#### Sojuz TMA-17M (Expedition 44/45)
È stato assegnato alla missione Expedition 44/45 con partenza prevista per il luglio 2015. Il 22 luglio 2015 è stato lanciato a bordo della Sojuz TMA-17M in direzione ISS, a cui si è attraccato il giorno successivo.
Durante i suoi 141 giorni nello spazio, Lindgren e l'equipaggio dell'Expedition 45 ha svolto oltre 200 esperimenti scientifici nei campi della fisica, biologia e scienza molecolare, provato nuove tecnologie e fatto osservazione della Terra. Ad agosto ha partecipato all'esperimento Veggie, un esperimento in cui delle piante di lattuga sono state fatte crescere, raccolte e poi mangiate dall'equipaggio per la prima volta sulla Stazione Spaziale. Già durante l'Expedition 39, a maggio del 2014, l'esperimento Veggie era stato svolto dall'astronauta NASA Steven Swanson ma in quel caso il raccolto era stato riportato a Terra per delle analisi approfondite e non mangiato dall'equipaggio. Il 28 ottobre e il 6 novembre insieme a Scott Kelly ha svolto due attività extraveicolari in cui si è occupato di attività di manutenzione, di preparare i porti d'attracco della parte americana della stazione per l'arrivo delle future navicelle spaziali e della riconfigurazione del sistema di raffreddamento dell'ammoniaca. 
Il 9 dicembre, un paio di giorni prima di lasciare la Stazione, Lindgren si è occupato della cattura della navicella cargo Cygnus-OA4, tornato al volo dopo oltre un anno dall'esplosione del lanciatore Antares del 29 ottobre 2014.
Lindgren con i suoi compagni della Sojuz TMA-17M si è sganciato dal modulo Rassvet l'11 dicembre alle 9:49 UTC iniziando così il suo rientro sulla Terra, culminato circa tre ore dopo quando alle 13:12 UTC è atterrato nelle steppe innevate del Kazakistan, a nord-est della città di Jezkazgan.

#### SpaceX  Crew-4 (Expedition 67)
Nel febbraio 2021 è stato assegnato come comandante della missione SpaceX Crew-4 durante la quale trascorrerà sei mesi (Expedition 67) sulla Stazione spaziale internazionale nel 2022. Dopo essere stato rinviato diverse volte, il lancio è avvenuto il 27 aprile 2022.

## Vita privata
È sposato con Kristiana Jones con cui ha avuto tre figli. I suoi genitori, Randahl e Anita Lindgren, vivono a Burke, Virginia. Sua sorella, Niki Lindgren, vive a Los Angeles, in California. Gli piace trascorrere tempo con la sua famiglia, correre, leggere, vedere film, la fotografia, l'astronomia amatoriale e le attività di chiesa. Alla USAFA Lindgren è stato membro della squadra di paracadutisti "Wings of Blue", dove ha prestato servizio come istruttore, jumpmaster e membro della squadra del campionato nazionale intercollegiale dell'Accademia. 

## Galleria d'immagini

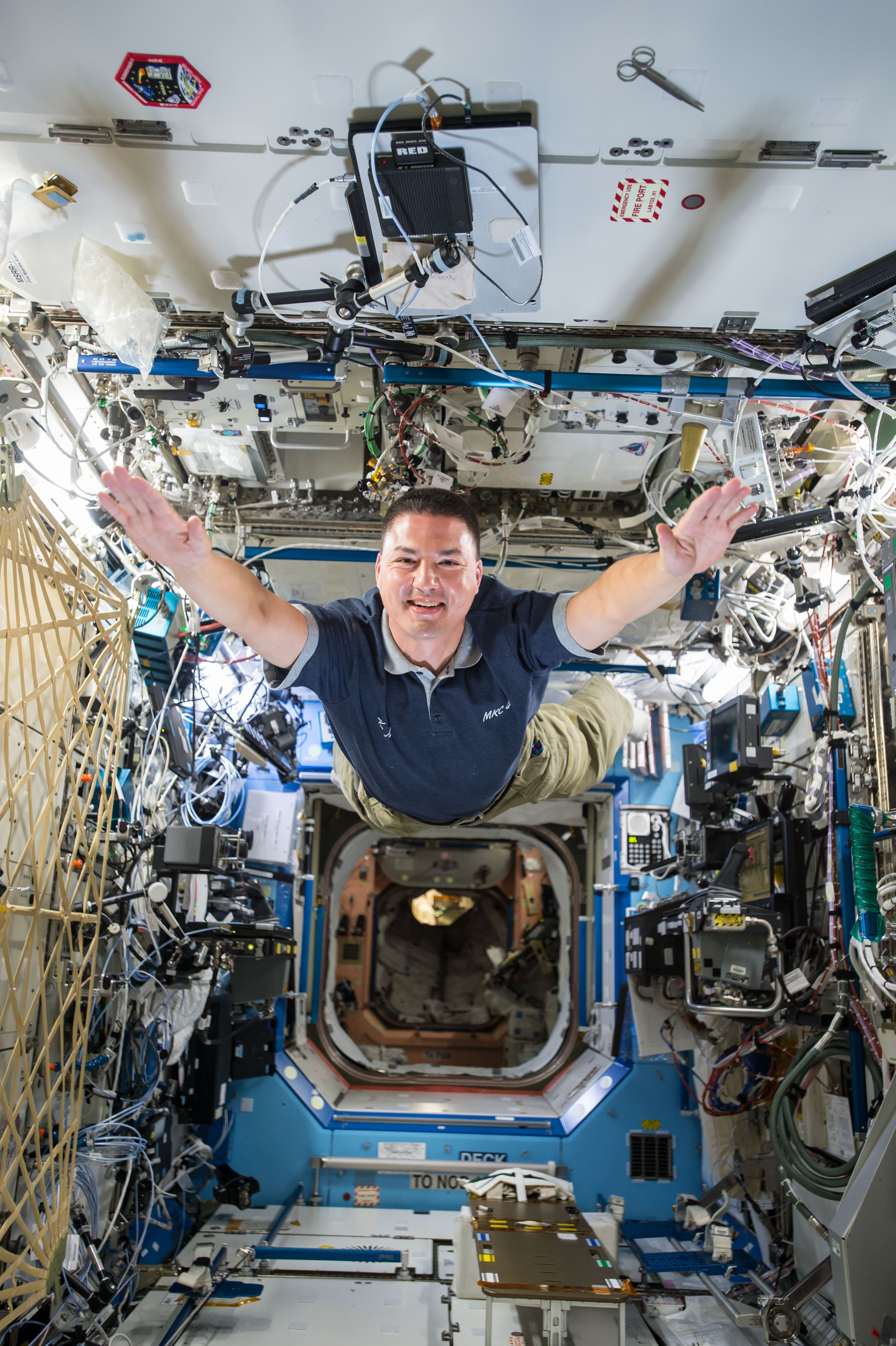
Lindgren durante la sua prima settimana nello spazio
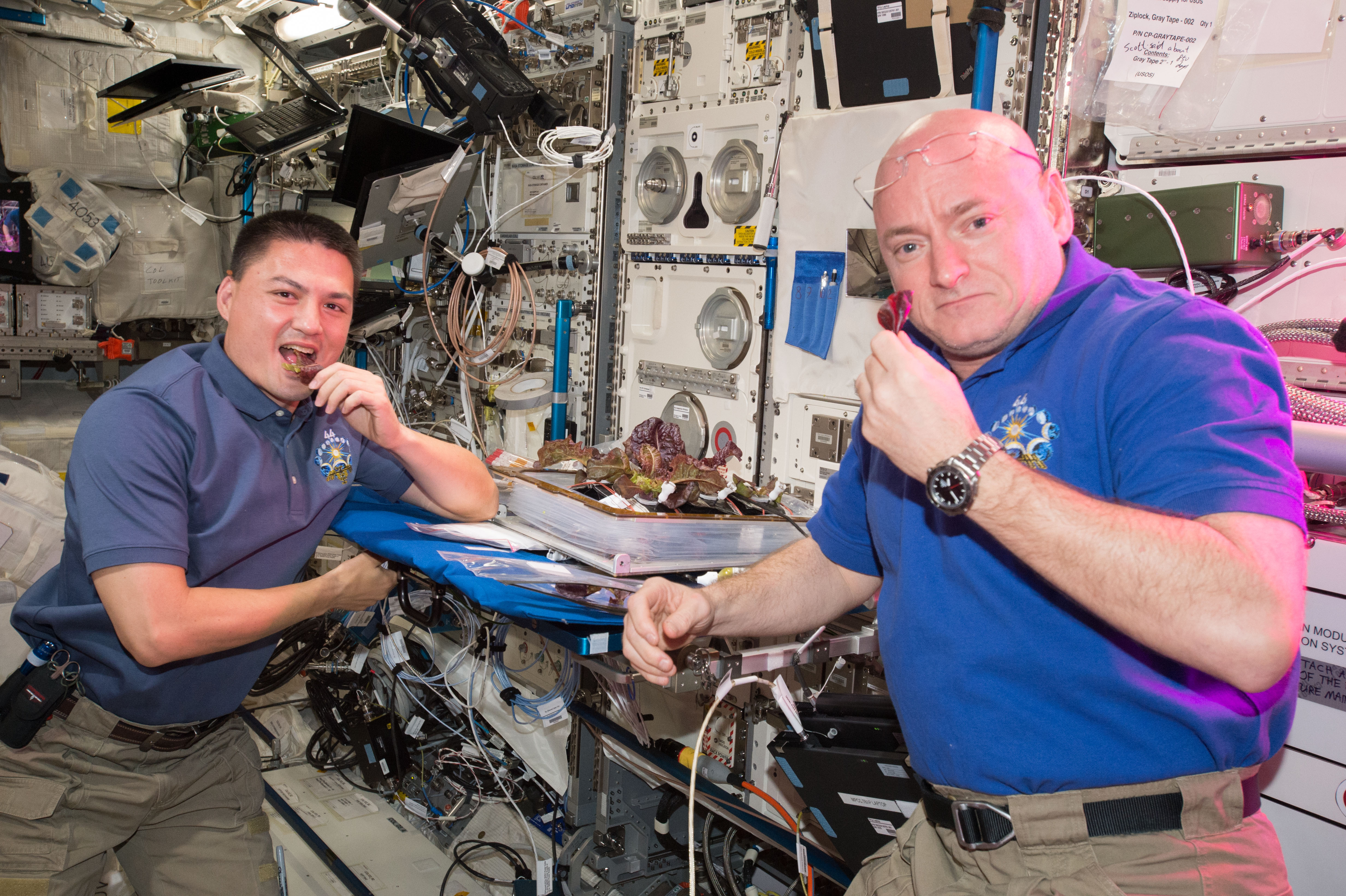
Lindgren e Scott Kelly dell'Expedition 44 mangiano la prima verdura cresciuta, raccolta e mangiata nello spazio
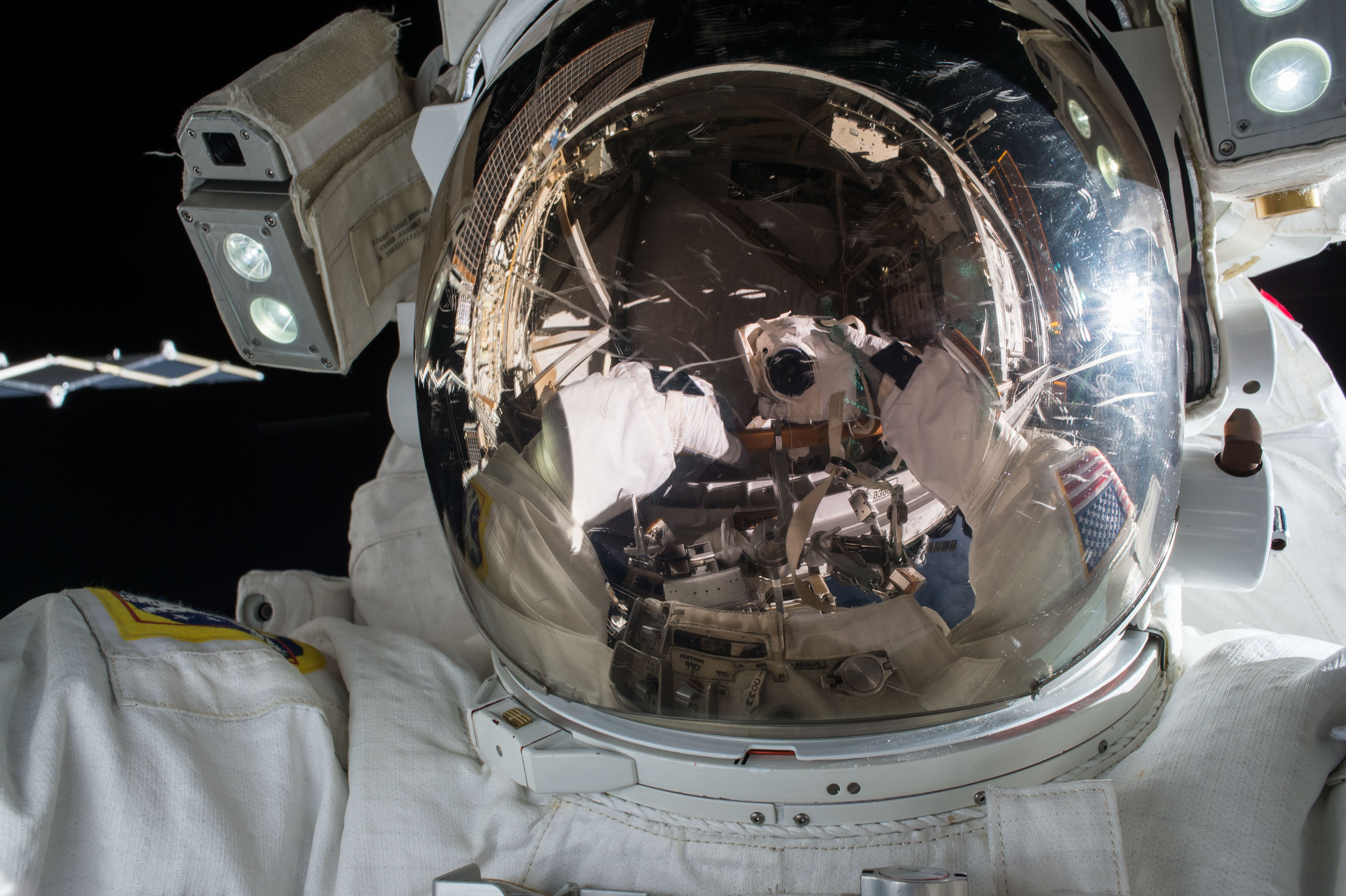
Lindgren in una delle due EVA dell'Expedition 45